# Stan Pietkiewicz
Stanley Thomas Pietkiewicz, detto Stan (Huntsville, 14 luglio 1956), è un ex cestista statunitense, professionista nella NBA e in Italia.

## Carriera
Venne selezionato dai San Diego Clippers al settimo giro del Draft NBA 1978 (133ª scelta assoluta).

## Palmarès
- All-CBA First Team (1979)
- Miglior tiratore di liberi CBA (1979)